# Monastère des Ursulines de Trois-Rivières
Le monastère des Ursulines de Trois-Rivières est un ensemble de bâtiments religieux et institutionnels édifiés entre le XVIIIe siècle et le XXe siècle situé à Trois-Rivières au Québec.  Il est situé au 734, rue des Ursulines, au cœur du Vieux-Trois-Rivières.

## Histoire

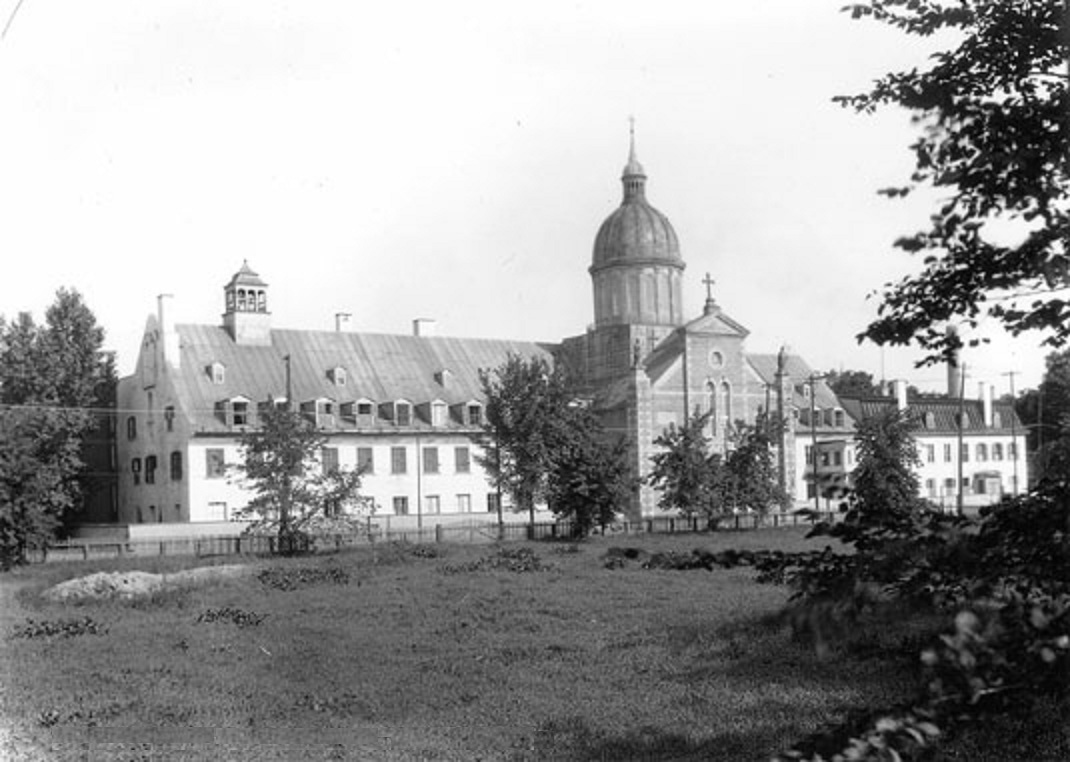
Maison Blanche du monastère des Ursulines, Trois-Rivières, 1928.

Sa construction débute en 1699. Arrivées en 1697, les Ursulines avaient été envoyées à Trois-Rivières par l'évêque de Québec, Mgr de Saint-Vallier, afin de pourvoir la ville et ses environs d'un établissement scolaire permanent et d'un hôpital pour les pauvres et les soldats, en particulier pour les travailleurs accidentés des Forges du Saint-Maurice. En 1715, la communauté des Ursulines procède aux premiers agrandissements de son monastère par la construction de la chapelle et de l'hôpital. Malgré les deux incendies qui ont ravagé le monastère en 1752 et en 1806, les Ursulines ont su préserver les murs originaux du bâtiment. 

### Communauté des Ursulines

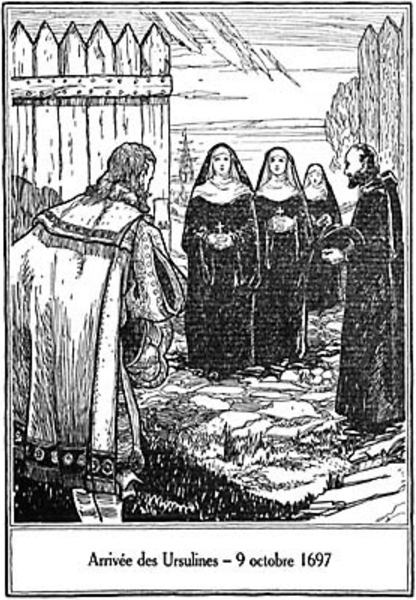
Arrivée des Ursulines.

Vers la fin du XVIIe siècle, la ville de Trois-Rivières comporte 32 familles, qui réclament des services hospitaliers et une école pour jeunes filles. La cité de Laviolette est fondée depuis 1634, malheureusement aucune communauté d’hospitalières n’est encore venue s’y établir, non plus qu’une communauté d’enseignantes n’a ouvert d’école pour jeunes filles. L’enseignement est dispensé par missionnaires, maîtres d’école et notaires. Monseigneur de Saint-Vallier, évêque de Québec, demande aux Ursulines de dépêcher quelques religieuses à Trois-Rivières afin d’y occuper cette double fonction. Le monastère de Québec accepte d’ouvrir l’école mais, en ce qui concerne l’hôpital, elles hésitent car elles ne sont pas des hospitalières, mais bien des enseignantes. L’évêque les rassure alors en mentionnant que le soin aux malades sera transféré à d'autres religieux dès que cela sera possible et que les Ursulines auront cette tâche seulement quelques années. On réalisera plus tard que ces 'quelques années' s’avérèrent être près de deux siècles...   
C’est le 10 octobre 1697 que trois religieuses Ursulines de Québec arrivent à Trois-Rivières par voie d’eau, à bord d’un brigantin appartenant au gouverneur. Il s’agit de Marie Drouet de Jésus, supérieure, Mère Marie Le Vaillant de Sainte-Cécile et de Sœur Françoise Gravel de Sainte-Anne. Deux autres religieuses arriveront quelques jours plus tard. Il s’agit de Mère Marie Drouard de Saint-Michel et Marie-Madeleine Amiot de la Conception. Au départ, les Ursulines enseignent aux Amérindiennes et aux Françaises des familles Hertel, Leneuf, Boucher, Poulin de Courval et Tonnancourt. 
Les deux premières années de fondation de la communauté se déroulent dans la maison du gouverneur de Trois-Rivières, Claude de Ramezay. Cette maison, dite du roi, était située sur le Platon. En 1699, elles entrent au monastère. Les débuts sont marqués par le labeur, les épidémies fréquentes et une extrême pauvreté, ce qui a pour conséquences, plusieurs décès prématurés. Après 100 ans, elles sont à peine 20. En 1897, leur nombre est passé à 80. Par contre, le début du XXe siècle constitue un apogée. Enfin, aux fêtes du 250e, elles sont près de 300 religieuses.

### Fin de la vocation religieuse
En juillet 2019, les dernières ursulines, au nombre de 56, quittent les lieux pour s'installer dans une résidence pour aînés à proximité,. La congrégation décide alors de céder le bâtiment à la Ville de Trois-Rivières, gratuitement. Don que la ville accepte officiellement en mai 2022.

## Conservation du patrimoine
Par leurs actions, les Ursulines ont contribué à la conservation du Vieux-Trois-Rivières. Elles veillent aussi à la conservation du patrimoine archivistique et ont ouvert leurs archives aux chercheurs depuis 1980.

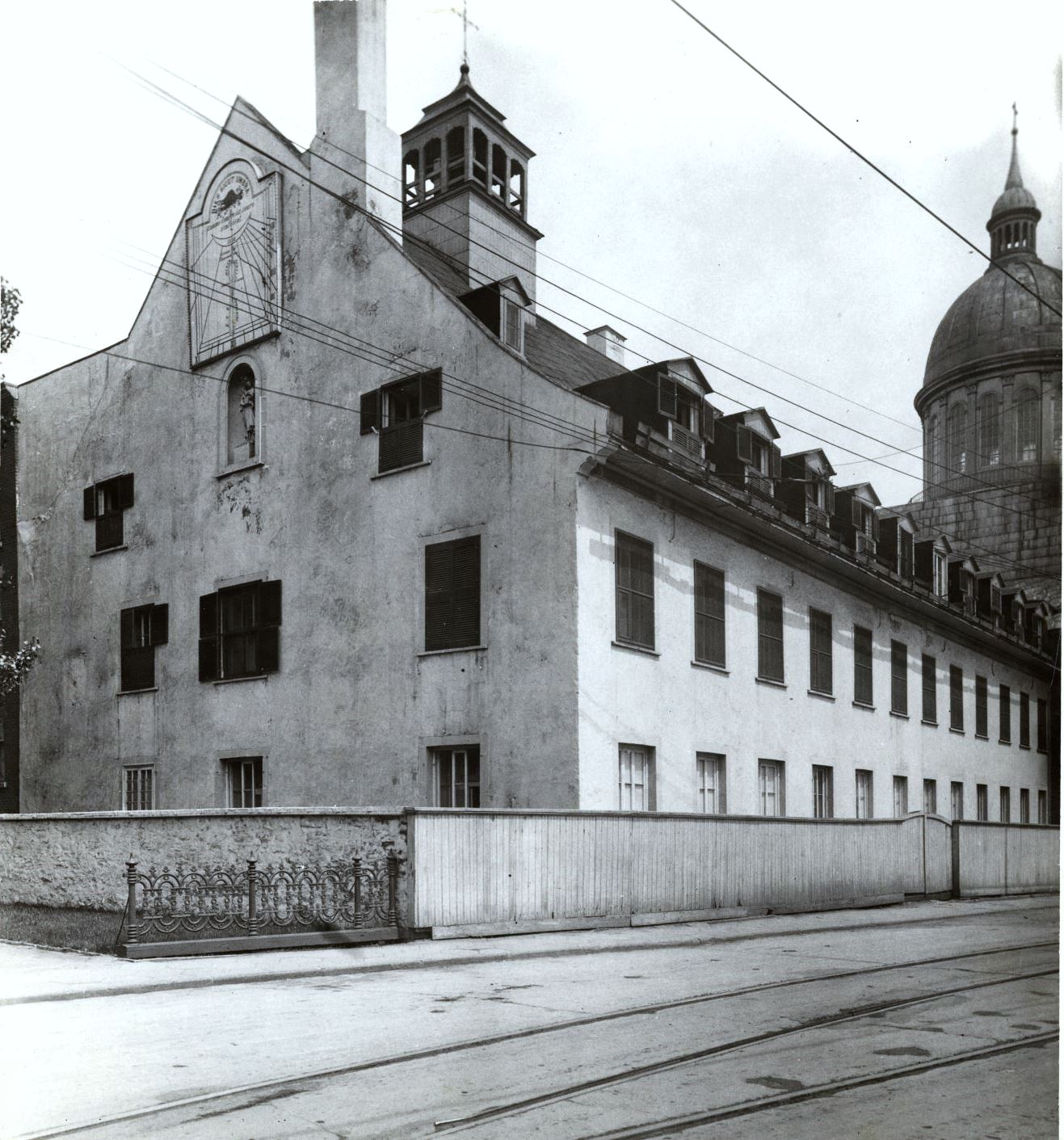
Aile ouest du monastère des Ursulines, vers 1920. On y aperçoit les rails pour la circulation du tramway sur la chaussée.
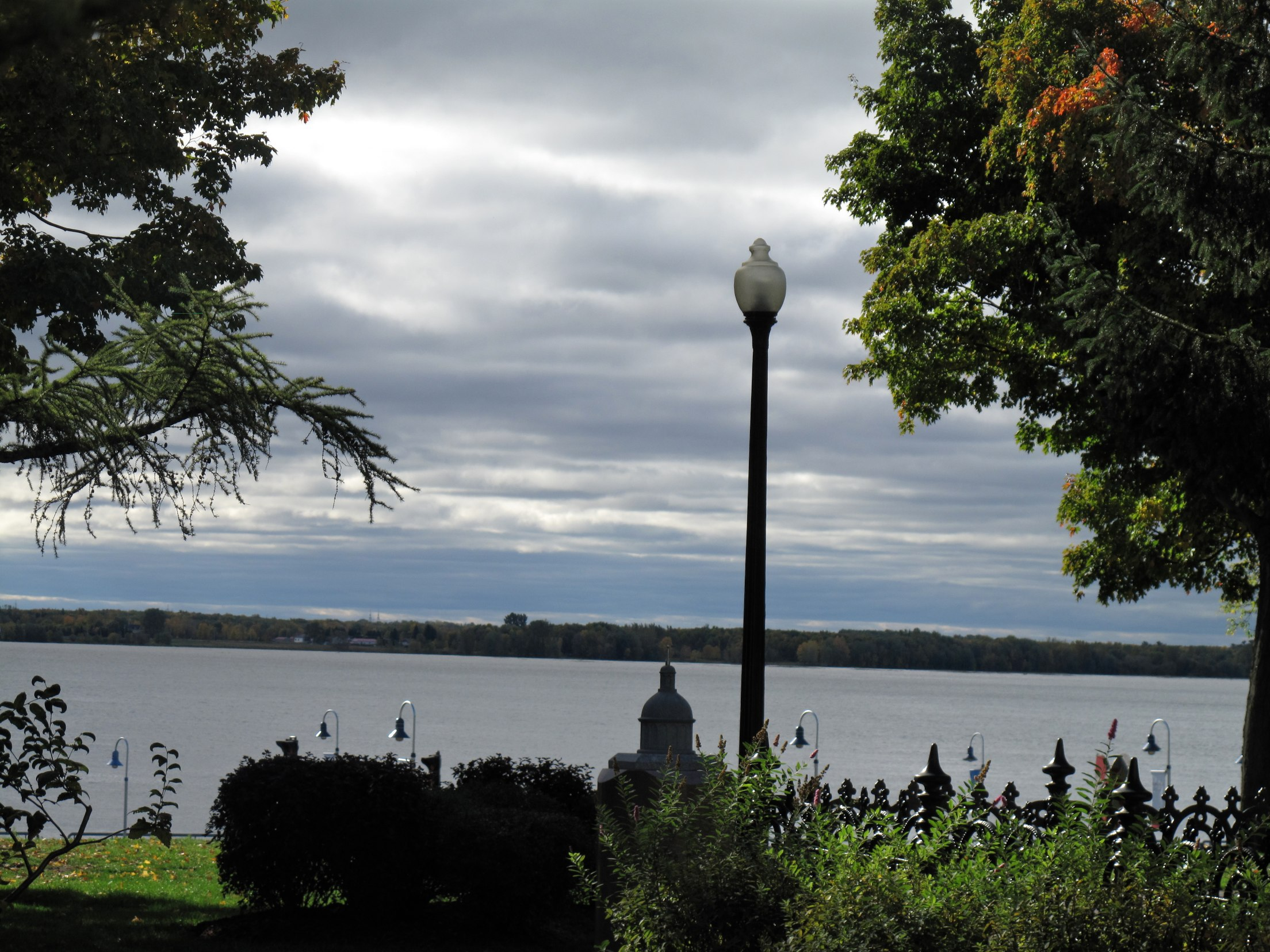
Parc du Jardin des Ursulines.
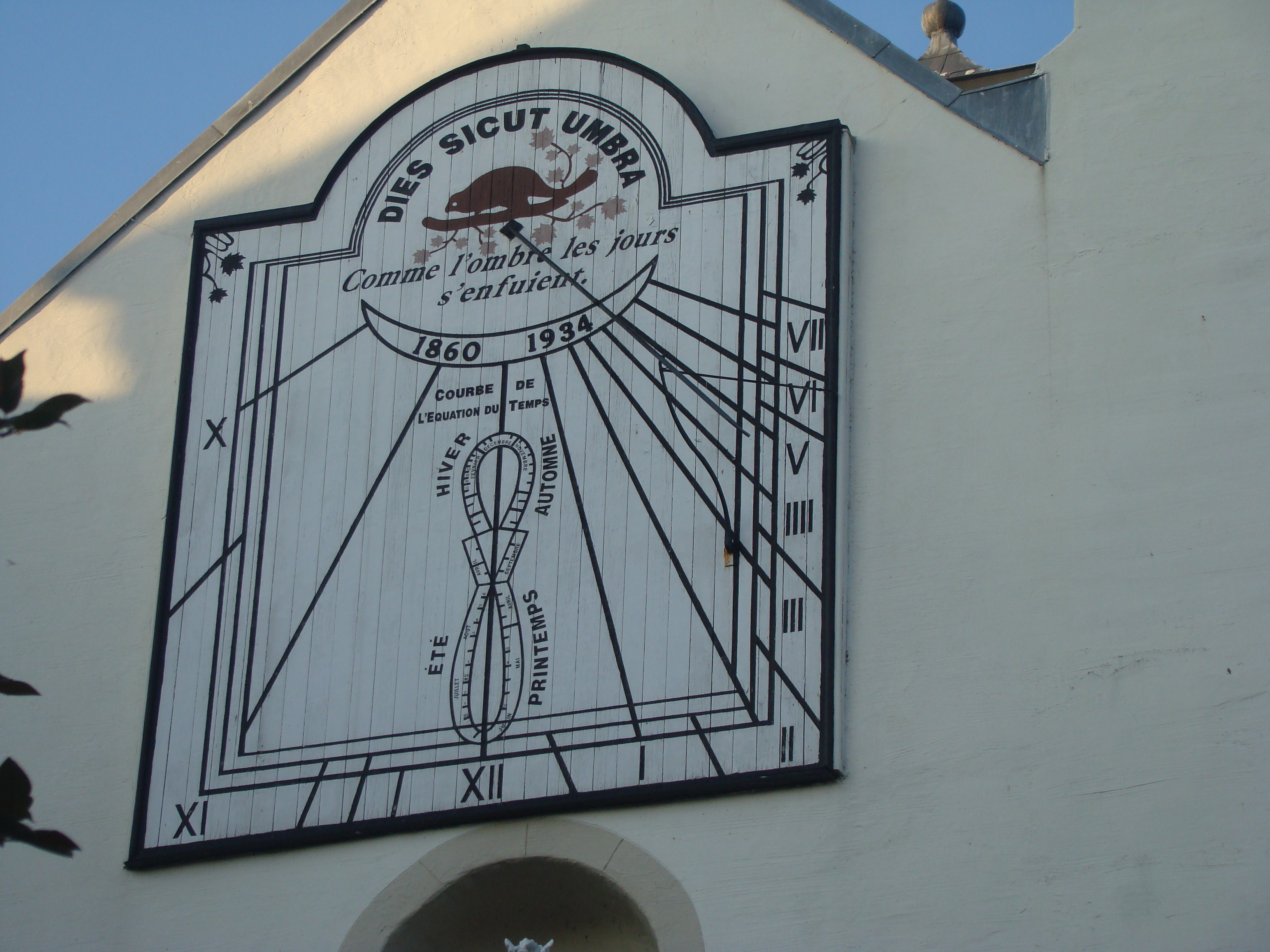
Latin: Dies Sicut Umbra (Comme l'ombre les jours s'enfuient).
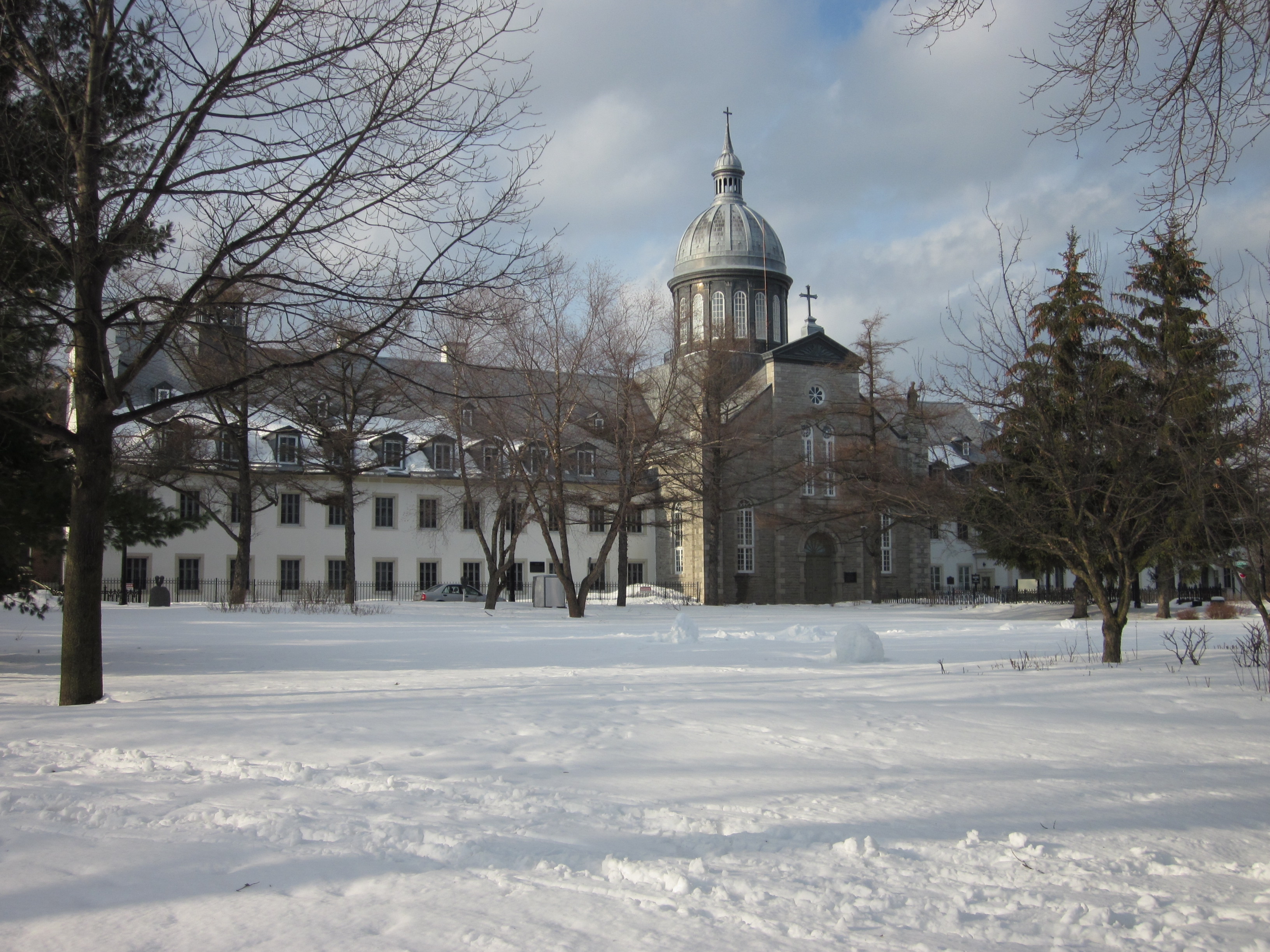
Couvent des Ursulines en 2012, site du patrimoine culturel canadien, numéro 15071 dans le Répertoire canadien des lieux patrimoniaux.
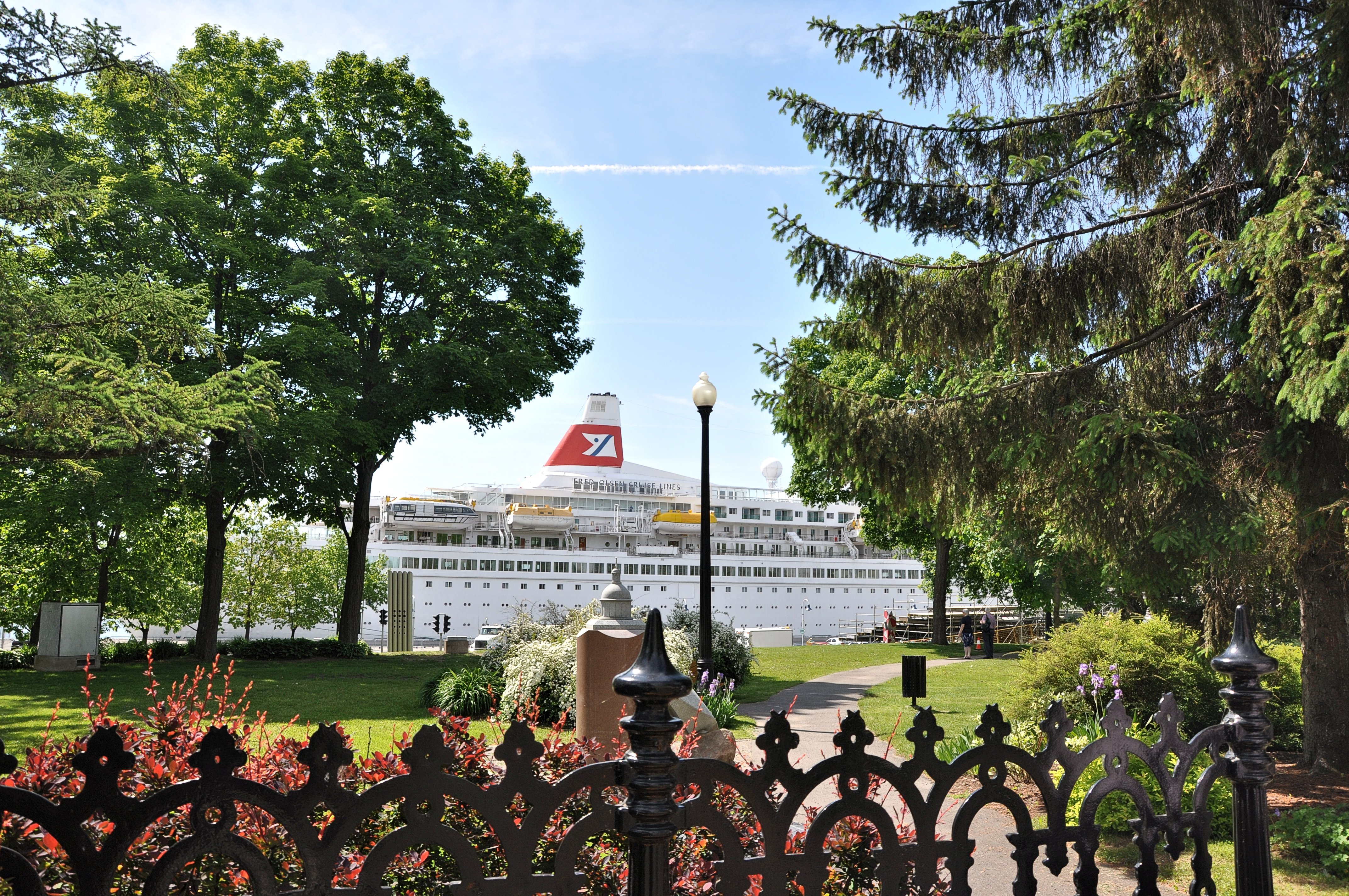
Le Black Watch vu du Parc du Jardin des Ursulines.